# Sarcosoma
Sarcosoma Casp. (dzbankówka) – rodzaj grzybów należący do rodziny Sarcosomataceae.

## Systematyka i nazewnictwo
Pozycja w klasyfikacji według Index Fungorum: Sarcosomataceae, Pezizales, Pezizomycetidae, Pezizomycetes, Pezizomycotina, Ascomycota, Fungi.
Synonim nazwy naukowej: Burcardia Schmidel.
Nazwa polska według Komisji do spraw polskiego nazewnictwa grzybów.

## Gatunki
- Sarcosoma carolinianum E.J. Durand 1903
- Sarcosoma decaryi Pat. 1928
- Sarcosoma espeletiae Dennis 1970
- Sarcosoma globosum (Schmidel) Casp. 1891 – dzbankówka kulista
- Sarcosoma godronioides Rick 1906
- Sarcosoma le-ratii Pat. 1915
- Sarcosoma moelleriana Henn. 1902
- Sarcosoma novoguineense Ramsb. 1917
- Sarcosoma orientale Pat. 1909
- Sarcosoma sarasinii (Henn.) Boedijn 1932
- Sarcosoma tetrasporum Höhn. 1907
- Sarcosoma turbinatum Wakef. 1917
- Sarcosoma umbrinum E.K. Cash & Corner 1958
- Sarcosoma wettsteinii Höhn. 1907
- Sarcosoma zelandicum Lloyd 1936

Wykaz gatunków (nazwy naukowe) na podstawie Index Fungorum. Nazwa polska według Komisji do spraw polskiego nazewnictwa grzybów.
.